# بیلا لهوتا
بیلا لهوتا (به چکی: Bílá Lhota) یک منطقهٔ مسکونی در جمهوری چک است که در ناحیه اولومووتس واقع شده‌است. بیلا لهوتا ۱۸٫۲ کیلومتر مربع مساحت و ۱٬۱۲۱ نفر جمعیت دارد و ۳۹۵ متر بالاتر از سطح دریا واقع شده‌است.